# إشعال مزدوج

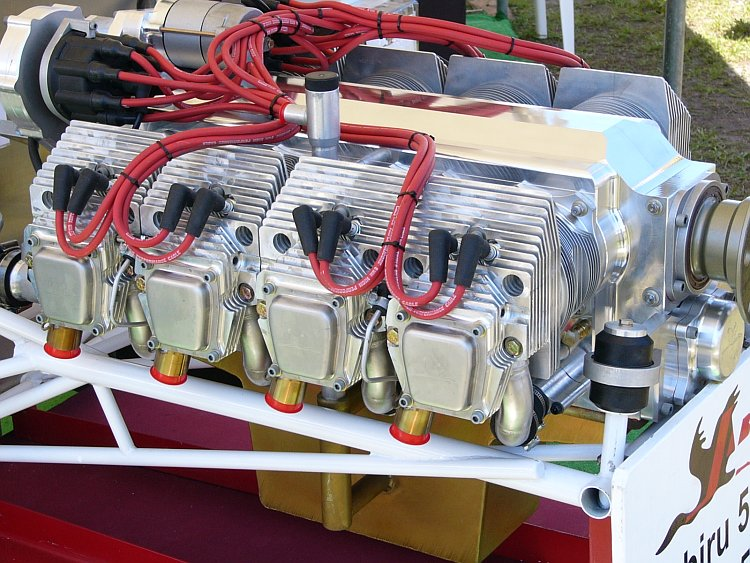
محرك طائرة جابيرو 5100 ذو ثماني اسطوانات و أربع أشواط بإشعال مزدوج، وموضح في الصورة شمعتين اشعال لكل اسطوانة واثنان من موزعات الإشارة لبدء الإشعال

الإشعال المزدوج هو نظام موجود في المحركات التي يبدأ الاحتراق فيها بشرارة الاشتعال وفيه يتم مضاعفة مكونات نظام الاحتراق العادي من شمعة احتراق، والإشعال المزدوج يُستخدم بكثرة في محركات الطائرات، ويوجد أحيانًا في محركات السيارات والدراجات البخارية.
وهناك ميزتين لنظام الإشعال المزودج، الأولي هي التضاعف أو تكرار الإشعال وهذا غير موجود في نظام الإشعال المنفرد، والميزة الثانية هي جودة أعلى لاحتراق خليط الهواء والوقود في غرفة الاحتراق الخاصة بالمحرك، وفي الطائرات تكون الميزة الأولي هي الأكثر احتياجًا بينما في المركبات الأخرى مثل السيارات والدراجات البخارية فإن الميزة الثانية وهي احتراق الواقود بشكل كامل هو الأكثر احتياجًا في المحرك.

## التصميم
في نظام الإشعال المزدوج تحتوي كل اسطوانة علي شمعتين احتراق ويحتوي المحرك ككل علي دائرتين اشعال على الأقل مثل ملفات الإشعال وكذلك المغناطيسيات المستخدمة في الإشعال.

## الأمان

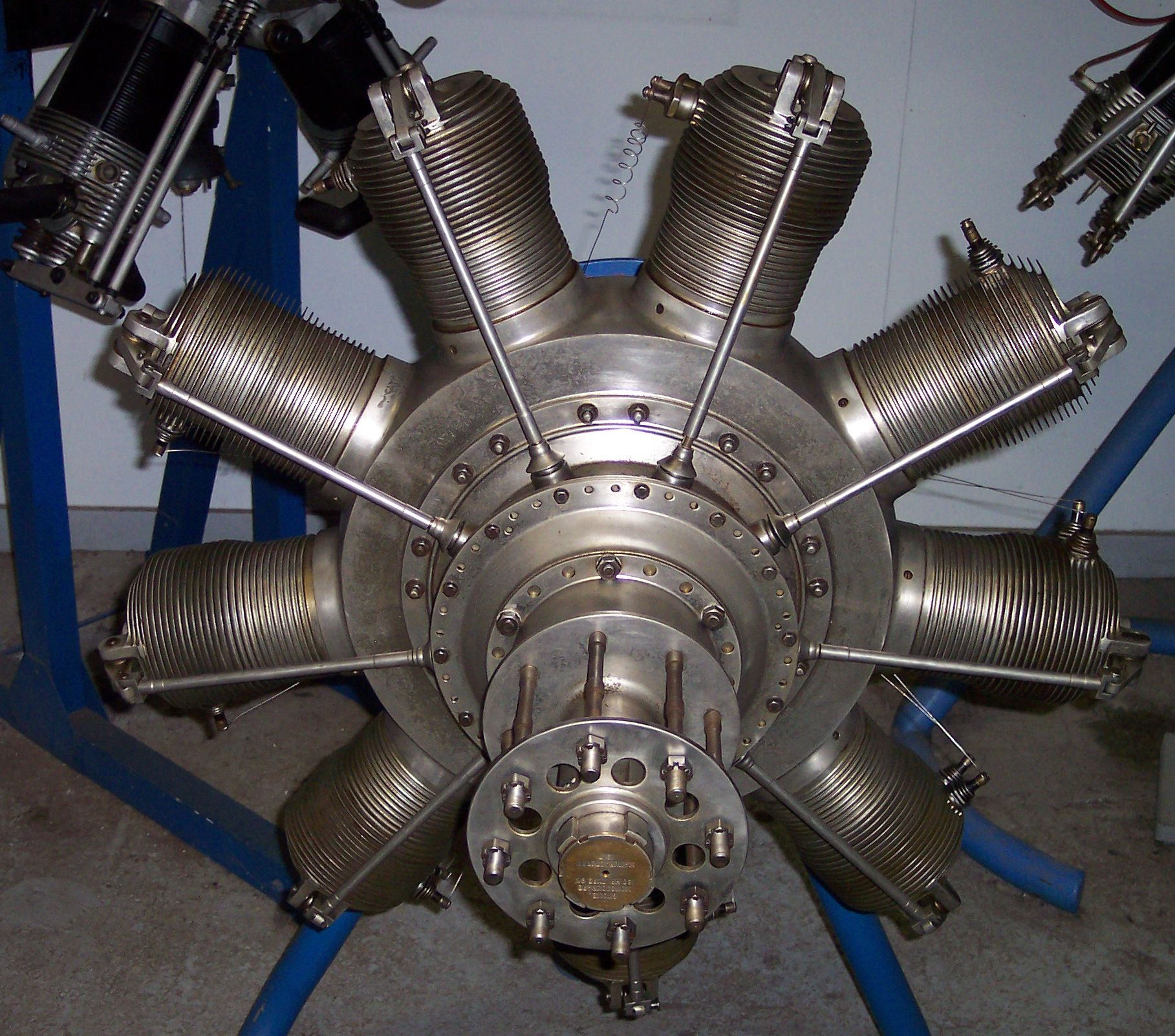
محرك جنوم 9 إن مزود بنظام إشعال مزدوج

يتيح الإشعال المزدوج في محركات الطائرات استكمال الرحلة والهبوط بأمان حتي وإن حدث عطل أو مشكلة في نظام الإشعال، كما أن تلك المحركات كانت تستخدم ملف مغناطيسي واحد لكل شمعة بدلًا من اثنين مما كان يُسبب انخفاضا في سرعة دوران المحرك بحوالي 75 لفة في الدقيقة، ووجود ذلك النظام في المحركات يعود إلي سنوات الحرب العالمية الأولي حيث كان يتم استخدام محركات هيسبانو سويزا 8 و محركات مرسيدس دي 3 ذو الاسطوانات الستة وحتي المحركات الدوارة مثل محرك جنوم الذي في الصورة (على اليسار) وكان يمتاز بوجود شمعتين اشتعال لكل اسطوانة في المحرك.
وكان محرك هيولاند ايه أي 75 يتكون من ثلاثة اسطوانات متراصة وتم تصميمه ليتم استخدامه في طائرة إيه أر في سوبر 2 ، وكان يحتوي على ثلاثة دوائر إشعال حيث كانت كل دائرة تخدم شمعة احتراق في اسطوانتين مختلفتين، حتي إذا حدث عطل ما في إحدي الدوائر الثلاثة، تظل الاسطوانات الثلاثة تعمل بكفاءة وتتلقي شرارة الاشتعال لإكمال عملية الاحتراق، وأيضا إذا حدث عُطل في دائرتين من الثلاثة، تظل الدائرة الثالثة قادرة علي تشغيل المحرك لكي يعمل علي اسطوانتين بدلًا من ثلاثة.

## اشتعال مزودج جزئي
في أنظمة الاشتعال المزدوجة بتعريفها الصحيح يتم استخدام نظامين منفصلين تمامًا عن بعض، ولكن في بعض المحركات مثل محرك ليكومنج أو 320 إتش 2 أيه دي يتم استخدام مغناطيس اشعال واحد لتشغيل عمود إدارة يقوم بتشغيل مغناطيسين اشعال منفصلين، وبالرغم من أن ذلك يقوم بتقليل وزن المحرك لكنه يُسبب فشل أو عُطل يُسمي بالمصطلحات الهندسية نقطة خطأ وحيدة حيث يُسبب عطل في النظام بشكل كلي مما يؤدي إلي تعطل نظامي الإشعال ووقف عملهما.
وهنالك صورة أخرى للإشعال المزدوج الجزئي تم استخدامها في الطائرات المُصنعة من قِبل الهواة حيث كانت تستخدم شمعة إشعال واحدة لكل اسطوانة، كما كان يتم مضاعفة ملفات الإشعال لكي يتم الحصول علي تكرارية الإشعال بشكل أفضل من استعمال نظام اشعال منفرد.
وصورة أخرى للإشعال المزدوج مثل التي تُوجد في محرك هوندا في تي 500 حيث كانت تحتوي كل اسطوانة علي ملف اشعال خاص بها والذي يقوم بارسال التيار الكهربائي لشمعة الإشعال الأولي ثم يُكمل دورته ويصل إلي الشمعة الثانية.

## الكفاءة
يزيد نظام الإشعال المزدوج الكفاءة نتيجة لخلق بدايتين للهب الإشعال في الاسطوانة مما يُعطي احتراق أسرع وبشكل كامل لخليط الوقود والهواء وبالتالي زيادة القدرة المُنتجة من المحرك، وبالرغم من أن استخدام الإشعال المزدوج يحقق أكبر كفاءة لحرق الوقود وكذلك استهلاك الوقود بشكل أفضل إلا أنه يندر استعمال ذلك النظام في محركات السيارات والدراجات البخارية بسبب صعوبة تركيب شمعة احتراق ثانية لكل اسطوانة، وفي سيارات ناش أمباسدور في الفترة 1932 - 1948 تم استخدام شمعة اشعال مزودج لكل المحرك، وفي سيارات ألفا روميو تم استخدام الإشعال المزودج وكذلك في سيارات هوندا ذات محركات أي ديه أس إل وكذلك سيارات كرياسلر.
وفي عام 1980 قامت شركة نيسان باستخدام شمعتي اشعال في محركها إن أيه بي أس - زد والتي قامت شركة فورد باستخدامه في سياراتها فورد رانجر وفورد موستانج والتي كانت تعمل بمحرك ذو أربع اسطوانات، وهناك العديد من سيارات مرسيدس بينز الحديثة يتم استخدام شمعتين للاحتراق لكل اسطوانة في المحركات الخاصة بها مثل محركات إم 112 و أم 113، وبعض الدراجات البخارية مثل هوندا في تي 500 و دوكاتي ملتسترادا تستخدم الإشعال المزدوج في محركاتها
وفي عام 2012 تم تحديث محركات دوكاتي ملتسترادا برأس اسطوانات مزود بشمعتي احتراق وذلك لجعل عملية الاحتراق أكثر كفاءة، وساهم التحديث في زيادة العزم بنسبة تُقدر ب5% وكذلك تحسين استهلاك الوقود بنسبة 10%.

## محركات فانكل

طريقة عمل محرك فانكل.

تمتاز محركات فانكل بغرفة احتراق ممدود لذلك حتي محركات فانكل التي لاتستخدم في الطائرات يتم تزودها بنظام إشعال مزدوج، وفي بعض الحالات مثل سيارات سباق مازدا 787 بي كان يتم استخدام إشعال ثلاثي، ويتم استخدام شمعات الاحتراق في محركات فانكل بحيث يكون هناك شمعتين في كل اسطوانة لكن يتم وضعهم بجانب بعض مثل الصورة علي اليسار، ولذلك فإن الهدف من الإشعال المزودج في تلك المحركات هو الحصول علي تكرارية الإشعال.